# Fragile (groupe français)
Pour les articles homonymes, voir Fragile.
Fragile est un groupe de rock français, originaire de Lyon, en Rhône-Alpes.

## Biographie
Le groupe se forme en janvier 1980 et comprend alors Lydia au chant, Olivier Arsane à la batterie, Philippe Arsane à la basse, Éric et Bernard à la guitare. Olivier et Philippe sont deux frères. Après des concerts en première partie de groupes comme Marquis de Sade,, ou The Inmates ainsi que de nombreuses participations à des festivals, Fragile signe en 1981 un contrat de 5 ans avec EMI. Sorti en septembre 1981, son premier single, Pile ou face, obtient un succès d’estime auprès des médias spécialisés. Fragile propose alors un rock aux accents pop et new wave en phase avec l’époque.
Dans l'année qui suit, Fragile se sépare du guitariste et tourne désormais en trio, avec des musiciens additionnels. Tout en continuant à faire de la scène en solo ou dans des festivals, le groupe, qui assure aussi la première partie de la tournée française des B-52’s, prépare alors sa seconde réalisation qui, enregistrée à Paris et mixée à Londres, sort en février 1983.
Ce mini-album 6 titres, formule très en vogue à l’époque, se ressent des évolutions du groupe : le son plus épais et les compositions plus affirmées se tournent ostensiblement vers l’univers rock anglo-saxon, même si les textes restent en français. Ce premier album fait connaître le groupe Fragile auprès d’un plus large public, notamment grâce à un passage  dans l’émission rock télévisée, l’Écho des bananes et permet au groupe d’être engagé pour assurer la première partie des Talking Heads et des Sparks. Après une série de concerts en France et alors qu’il prépare son nouvel album, le groupe est l’invité étranger du concert de clôture de la fête de la Mercè, à Barcelone, où il se produit devant plusieurs dizaines de milliers de personnes. L'année 1984 voit la parution de l'album Fragile, produit par Slim Pezin, dont le single Trop belle pour être vraie rencontre un certain succès sur la bande FM. Un autre single, Je veux m’évader, se place en bonne position dans les charts. Fragile est appelé à Lisbonne, au Portugal, où il joue devant 5 000 personnes au festival de la francophonie et participe à des plateaux de télévision.
Le single S.O.S sort dans l'anonymat en 1985 et marque la fin du contrat avec EMI. Après avoir créé son propre studio d'enregistrement à Lyon, le groupe sort chez Carrère en 1986 le single Pars qui est un nouvel échec commercial. Fragile s'essaye à l'anglais, en 1992, dans un concept album, The Dreamside, puis le groupe se dissout.
Le groupe se reforme en 2016 et, toujours avec la même formation, signe son retour avec l'album IV en 2017,.

## Discographie
Principaux enregistrements, :
- 1981 : Pile ou Face (single)[5]
- 1983 : Partir (mini-album 6 titres)
- 1984 : Trop belle pour être vraie (album)
- 1992 : The Dreamside (album)
- 2017 : IV (album)